# Thunder Force VI
Thunder Force VI (サンダーフォース VI Sandaa Fōsu VI?) är ett shoot 'em up-spel utvecklat av Technosoft och utgivet till Playstation 2 den 30 oktober 2008 i Japan.

## Handling
Året är 2161 efter Kristus, och Jorden har återhämtat sig från invasionen från Guardian elva år tidigare. När den utomjordiska rasen "Orn Faust" hotar Jorden bygger människan strids-rymdfarkosten "Phoenix". Spelaren styr denna farkost, och skall besegra Orn Faust.

### Fotnoter
1. ↑  ”Thunder Force VI” (på engelska). Mobygames. 18 mars 2008. http://www.mobygames.com/game/thunder-force-vi. Läst 14 maj 2015.